# Juan Francisco Marsal
Juan Francisco Marsal Agelet (Barcelona, 30 de junio de 1928 - 5 de marzo de 1979)  fue un destacado sociólogo español, investigador de las Ciencias Sociales, escritor y docente en Argentina, Estados Unidos, España y México.  

## Biografía
Juan Francisco Marsal nació en Barcelona, estudió la Licenciatura en Ciencias Políticas en la Universidad de Madrid (1954) y realizó el doctorado en derecho en la Universidad de Barcelona (1961), donde fue también profesor ayudante de derecho político. 
En 1952 emigró a Argentina, donde residió hasta 1962.
Es allí donde profundizó los estudios en el campo de la Sociología. De la mano del profesor Alfredo Poviña elaboró su tesis doctoral, publicada más tarde con el título La Sociología en Argentina.  También conoció a Gino Germani, de quien se volvió su discípulo.
Durante este primer período en Argentina nacieron los tres hijos que tuvo con su primera mujer, Sonia Baraldi.
En 1962 ganó una beca para realizar su Doctorado en Sociología en la Universidad de Princeton, Estados Unidos, por lo que se trasladó allí junto a su familia hasta 1966 donde escribió Hacer la América, biografía de un emigrante.
A su regreso a Buenos Aires en 1966 y durante este período intercaló sus trabajos en distintas ciudades de Argentina y de México. En Buenos Aires fue docente de Sociología de la Universidad Nacional de Buenos Aires, la Universidad Católica Argentina, la Universidad del Salvador y Director del Centro de Investigaciones Sociales del Instituto Torcuato Di Tella.También fue investigador de carrera del Consejo Nacional de Investigación Científica (CONICET). Asimismo, colaboró en la Revista Latinoamericana de Sociología 
En México fue profesor en la Facultad de Ciencias Sociales de la Universidad Nacional Autónoma  y en El Colegio de México.
A inicios de los años setenta regresó a España, ante el ofrecimiento de dirigir el área de Ciencias Sociales de la Universidad Autónoma de Barcelona. En esta ciudad nació en 1978 la hija que tuvo con su segunda mujer.
En los años 1973, 1974 y 1979, viajó a la Villa Serbelloni, en Bellagio, Italia. El Bellagio Center es una residencia para becarios e investigadores de la Fundación Rockefeller. 
El 5 de marzo de 1979 falleció en un accidente de tráfico. Entre sus últimos proyectos, se encontró la fundación de la revista sobre sociología [Papers]'  y una investigación sobre el nacionalismo catalán junto a un equipo de investigación con otros profesores de la Universidad Autónoma de Barcelona. De dicho estudio se publicó luego de su muerte, La nació com a problema: Tesi sobre el cas catalá (1979).  
Entre los pensadores más influyentes en la obra de Juan Francisco se encuentran Max Weber, Wright Mills y Herbert Marcuse.

## Obra
- Nuestra sociedad: introducción a la sociología, dirigida por Juan F. Marsal y Benjamín Oltra, con la colaboración de José Luis Araguren, Barcelona, Ed. Vicens- Vives, 1980 (publicación póstuma)
- La nació com a problema: Tesi sobre el cas catalá, Joan F. Marsal; Francesc Mercadé; Francesc Hernández; Benjamí Oltra, Edicions 62, 1979 (publicación póstuma)
- Pensar bajo el franquismo: intelectuales y política en la generación de los años cincuenta, Barcelona, Ed. Península, 1979
- Dependencia e independencia: las alternativas de la sociología latinoamericana en el siglo XX, con la colaboración de N. Fontán y C. Catuogno, Madrid, Centro de Investigaciones Sociológicas, 1979
- Conocer Max Weber y su obra, Barcelona, Ed. Dopesa, 1978
- Teoría y crítica sociológicas, Madrid, Ed. Guadiana, 1977
- La crisis de la sociología norteamericana, Barcelona, Ed. Península, 1977
- Términos Latinoamericanos para el Diccionario de Ciencias Sociales,  Coordinador J. F. Marsal,  Buenos Aires. CLACSO, 1976
- Revoluciones y contrarrevoluciones, Barcelona, Ed. Península, 1975
- Diccionario de Ciencias Sociales, Comité Editorial Salustiano del Campo, 1975
- La sociología, Barcelona, Ed. Salvat, 1975
- La sombra del poder: intelectuales y política en España, Argentina y México, Madrid, Ed. Cuadernos para el diálogo, 1975
- Argentina conflictiva: seis estudios sobre problemas sociales argentinos, Compilador, Buenos Aires, Ed. Paidós, 1972
- Hacer la América; autobiografía de un inmigrante español en la Argentina, Esplugues de Llobregat, Ed. Ariel, 1972
- Los intelectuales políticos, Introducción y selección de escritos, Buenos Aires, Ed. Nueva Visión, 1971
- Los ensayistas socio-políticos de Argentina y México, aportes para el estudio de sus roles, su ideología y su acción política, Editorial del Instituto, 1970
- Derecha intelectual argentina;análisis de la ideología y la acción política de un grupo de intelectuales, Juan F. Marsal y Margery J. Arent, 1970
- Sobre la investigación social institucional en las actuales circunstancias de América Latina, Santiago de Chile, CLACSO, 1969
- Hacer la América; autobiografía de un inmigrante español en la Argentina, Prólogo de Gino Germani, 1° edición, Buenos Aires, Ed. Instituto Di Tella, 1969
- Contribución a una bibliografía del ensayo socio-político argentino y mexicano contemporáneo, Inst. Torcuato Di Tella, Centro de Investigaciones Sociales,1969
- Simposio sobre Sociología de los Intelectuales, Buenos Aires, 1967
- La sociología en América Latina. Algunas características de la literatura sobre cambio social, en Revista Latinoamericana de Sociología, 1966
- Cambio social en América Latina; crítica de algunas interpretaciones dominantes en las ciencias sociales, Prólogo de Wilbert E. Moore, Buenos Aires, Ed. Solar/Hachette, 1967
- La sociología en la Argentina, Buenos Aires, Ed. Compañía General Fabril, 1963